# Tiaan Kannemeyer
Tiaan Kannemeyer (Kaapstad, 14 december 1978) is een Zuid-Afrikaans voormalig wielrenner.

## Carrière
Tiaan Kannemeyer werd in 2000 beroepsrenner bij Team Cologne, maar na anderhalf seizoen vertrok hij naar het Britse Team Barloworld. Daar boekte hij in 2002 zijn eerste overwinningen, waaronder het Nationaal Kampioenschap op de weg. In 2003 behaalde Kannemeyer drie zeges, waaronder het eindklassement van de Ronde van Egypte. In 2004 schreef hij in eigen land de eerste etappe van de Giro del Capo op zijn naam.
2005 was zijn succesvolste jaar. De Zuid-Afrikaan won driemaal en werd daarmee eindwinnaar van de UCI Africa Tour. Na zijn professionele carrière werd hij ploegleider bij MTN-Qhubeka.

## Belangrijkste overwinningen
2002
- Zuid-Afrikaans kampioen op de weg, Elite
- 8e etappe Herald Sun Tour

2003
- 3e etappe Ronde van Egypte
- Eindklassement Ronde van Egypte
- 3e etappe Ronde van Queensland

2004
- 1e etappe Ronde van de Kaap

2005
- Zuid-Afrikaans kampioen op de weg, Elite
- 2e etappe Ronde van de Kaap
- 4e etappe Ronde van de Kaap
- Eindklassement Ronde van de Kaap
- Eindklassement UCI Africa Tour